# Planjava
 (mars 2022).
Le Planjava est un sommet des Alpes culminant à 2 394 mètres d'altitude. C'est le sommet le plus massif et le plus élevé de la partie orientale des Alpes kamniques, en Slovénie.

## Géographie
D'un dénivelé supérieur à 1 000 m, l'imposante face nord s'élève sur la rive droite de la vallée de Logarska dolina, la vallée septentrionale la plus importante du massif. La longue crête nord-est s'étend jusqu'au sommet de la Lučka Baba avant d'atteindre la brèche Škarje. Au sud-est, les pics Zéleniques se détachent du Planjava au col Srebrno sedlo (« col argenté »). Le versant sud descend vers le vallon Repov kot (Kamniška Bistrica), partant des roches sommitales, puis passant par de raides pentes herbeuses, et finissant par des parois verticales. À l'ouest ses parois abruptes dominent le col Kamniško sedlo qui le relie au Brana. Le Planjava a deux sommets, est et ouest.

## Histoire
Franc Jožef Hanibal Hohenwart est le premier touriste à avoir fait l'ascension du Planjava, en 1793, guidé par le chasseur Spruk. La voie de la première, en versant sud, s'appelle Za Vratam et n'est plus que rarement empruntée.

## Ascension

### Randonnée
Trois chemins balisés et aménagés mènent au sommet est. Le chemin partant du refuge du Col kamnique (à l'ouest du Planjava) est le plus ardu. Les deux autres itinéraires sont celui au départ du refuge Kocbekov dom (sud-est), et celui partant du refuge à Klemenča jama (nord-est, le plus long). En outre, plusieurs chemins de chasseur non balisés existent en versant sud.

### Alpinisme
Le Planjava est la montagne des Alpes kamniques sur laquelle le plus de voies d'alpinisme ont été ouvertes, attrayantes en hiver aussi bien qu'en été. Plus de vingt-cinq itinéraires existent en face nord, les plus longs dépassant 1 000 m de dénivelé. Les faces ouest et sud-ouest comportent environ quatre-vingt voies, et les faces sud et sud-est, une trentaine.

## Sources
- (sl) Tine Mihelič, Rudi Zaman, Slovenske stene, Radovljica, Didakta, 2003 (ISBN 961-6463-47-0). -guide d'alpinisme et livre reconnu, couvrant les parois slovènes.
- (sl) Vladimir Habjan, Jože Drab... et al., Kamniško-Savinjske Alpe : planinski vodnik, Ljubljana, Planinska zveza Slovenije, 2004 (ISBN 961-6156-52-7). -guide de randonnée alpine pour les Alpes kamniques (Club alpin slovène).
- PzS (N° 266), GzS, Grintovci - 1 : 25 000, Ljubljana, 2005. -carte du Club alpin slovène.
- (sl) Gregor Kresal, Zimski vzponi, Ljubljana, Sidarta, 2007 (ISBN 978-961-6027-47-2). -guide de glace et mixte.
- (sl) Tone Golnar, Bojan Pollak, Plezalni vodnik Kamniška Bistrica, Planinska zveza Slovenije, Ljubljana, 1995. -guide d'alpinisme pour le val Kamniška Bistrica (Club alpin).
- (sl) Tone Golnar, Silvo Babič, Plezalni vodnik Repov kot, Kamniška Bela, Planinska zveza Slovenije, Ljubljana, 1993. -guide d'alpinisme pour les vaux Repov kot et Kamniška Bela (Club alpin).
- (sl) Silvo Babič, Tone Golnar, et al., Plezalni vodnik Logarska dolina - vzhodni del, Ljubljana, Planinska zveza Slovenije, 1998 (ISBN 961-6156-07-1). -guide d'alpinisme pour la vallée de Logarska dolina, partie orientale.